# Рокицани
Рокицани (чеш. Rokycany) су град у Чешкој Републици. Рокицани су трећи по величини град управне јединице Плзењски крај, у оквиру којег је седиште засебног округа Рокицани.

## Географија
Рокицани се налазе у југозападном делу Чешке републике. Град је удаљен од 80 км југозападно од главног града Прага, а од првог већег града, Плзења, свега 20 км источно.
Град Рокицани је смештен у крајње југозападном делу Бохемије. Град лежи на југозападу Средњочешке котлине, на приближно 360 м надморске висине. Кроз град протиче река Клабава, притока Бероунке. 

## Историја
Подручје Рокицана било је насељено још у доба праисторије. Насеље под данашњим називом први пут се у писаним документима спомиње у 1110. године, а насеље је 1295. године имало градска права.
Године 1919. Рокицани су постали део новоосноване Чехословачке. У време комунизма град је нагло индустријализован. После осамостаљења Чешке дошло је до раста активности индустрије због близине великог града Плзења.

## Становништво
Рокицани данас имају око 15.000 становника и последњих година број становника у граду расте. Поред Чеха у граду живе и Роми.

## Галерија
- Маријин стуб
- Градска кућа
- Римокатоличка црква
- Градска железничка станица

## Партнерски градови
- Грајц